# Kathiawari
Le Kathiawari ou Kathiawadi (Gujarati : કાઠીયાવાડી) est une race de chevaux originaire de l'Ouest de l'Inde, issus de la péninsule de Kathiawar et liés à l'ethnie des Kathi. Très proche du Marwari et du Makra du Pakistan, il tient à la fois de ces derniers et du cheval turkmène. Les études ADN démontrent l'absence d'ascendance Arabe. Le Kathawari est originellement élevé pour son aptitude au combat dans le désert, et sa capacité à parcourir de longues distances en terrain varié avec une ration minimale. Il en existe de toutes robes sauf le noir, et ils sont fréquemment porteurs du gène Dun, avec des marques primitives. Son élevage diminue à la suite de l'indépendance de l'Inde. La race reste très rare.
De monture de guerre pour la cavalerie, le Kathiawari est devenu le cheval de la police montée et une monture de tent pegging. La Kathiawari Horse Breeders' Association tient le registre généalogique et organise les présentations annuelles de la race.

## Terminologie
Le Kathiawari est également appelé Kathi, Cutchi, ou Kutchi.

## Histoire
Les anciennes origines de la race restent inconnues, des chevaux sont connus sur la côte ouest de l'Inde bien avant l'empire moghol de 1536 à 1857. Les importations de chevaux arabes sont entamées à l'époque moghole et poursuivies sous le Raj britannique, ces animaux se mélangent alors aux chevaux indigènes et forment l'origine de la race Kathiawari moderne. Le Kathiawari a peut-être en plus été influencé par le cheval mongol. Traditionnellement, les maisons nobles se spécialisent dans leurs propres lignées de chevaux et les nomment d'après la jument fondatrice. 28 de ces lignées perdurent. Ces maisons ont pratiqué un élevage sélectif pour obtenir des animaux résistants aux températures extrêmes tout en se contentant d'une faible ration, capables de porter longtemps un homme, ses armes et son armure sur tous les terrains et de rester rapide et agile. Ce sont des chevaux idéaux pour la guerre, et les Kathiawaris sont connus pour leur loyauté et de bravoure dans la bataille, défendant souvent leurs cavaliers, même si eux-mêmes sont blessés. Cet élevage se maintient jusqu'à l'indépendance de l'Inde.
Bien qu'il reste principalement élevé dans la péninsule de Kathiawar dans l'état du Gujarat, il se trouve également dans les états du Maharashtra ainsi qu'au Rajasthan. La Kathiawari Horse Breeders' Association gère le registre généalogique. Le gouvernement du Gujarat maintient onze haras différents, l'un à Junagadh détient à la fois des juments et des étalons et a pour objectif de préserver la race, les dix autres ont des étalons Kathiawari employés à améliorer la qualité du cheptel de la région, composé de diverses races. En 2007, 50 Kathiawaris seulement sont détenus par des éleveurs privés. De nos jours, le Panchaal est renommé pour ses chevaux Kathiawari, produisant souvent les plus beaux sujets de la race. Début 2010, les membres britanniques de Friends of Marwari/Kathiawari Horse ont demandé des dons de mors, ensuite envoyés aux propriétaires de chevaux en Inde, y compris des Kathiawari, à la place de leurs mors faits maison, qui ont souvent des arêtes vives pouvant blesser le cheval.

## Description

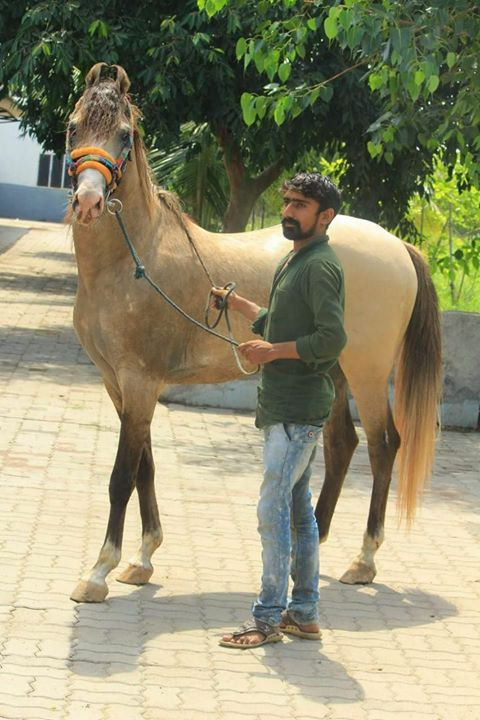
Étalon Kathiawari

### Taille et poids
L'ouvrage de référence de CAB International (édition de 2016) lui attribue une taille de 1,40 m à 1,50 m. Les sujets de la meilleure qualité mesurent moins de 1,52 m, ceux qui dépassent cette taille sont trop fins et s'éloignent du type recherché chez la race. 

### Morphologie
La race présente un profil concave, avec un front large et un museau court. L'encolure et le corps sont proportionnels et relativement courts, la tête et la queue sont portées haut. Bien qu'il soit correctement proportionné, de nombreux éleveurs occidentaux considèrent que cette race a un défaut dans les os des jambes. Toutefois, la boiterie est une caractéristique inhérente à la race.
L'un des traits les plus distinctifs chez la race est les oreilles, qui se courbent vers l'intérieur pour se toucher et parfois se chevauchent au niveau des pointes. Le Kathiawari a les oreilles plus recourbées que n'importe quelle autre race. À certaines périodes dans l'histoire de la race, les éleveurs se sont focalisés sur la préservation de ces oreilles recourbées, au détriment de certains autres qualités physiques, plus importantes.

### Robe
Toutes les couleurs de robe sombres sont possibles, dont le noir. L'alezan est l'une des plus fréquentes, suivi du bai, du gris et des robes porteuses du gène Dun. Bon nombre de représentants de la race portent des marques primitives, montrant une relation possible avec le Tarpan,. Les robes pie existent, mais sont très rares.

### Tempérament, entretien et allures
Comme de nombreuses autres races du désert, le Kathiawari peut subsister avec un minimum de vivres et d'eau, et est plus résistant à la chaleur que les races originaires des pays froids. En plus des trois allures habituelles, les Kathiawari possèdent une sorte d'amble rompu appelé le revaal. Ils sont connus comme des chevaux fougueux, intelligents et affectueux.

## Utilisations

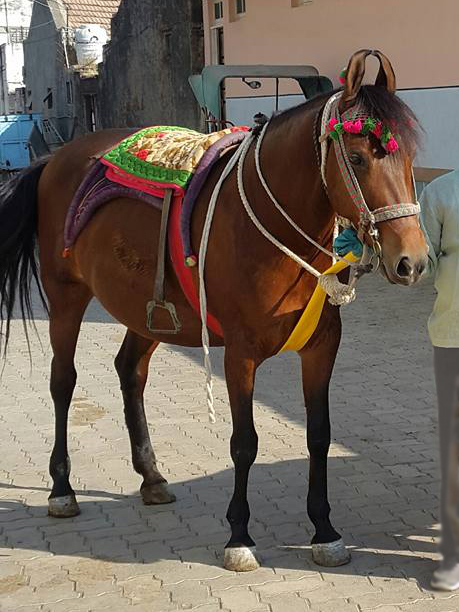
Kathiawari bai harnaché pour la selle.

Le Kathiawari est un cheval de selle, monté entre autres en polo. Il sert aussi de cheval militaire et peut être attelé.

## Diffusion de l'élevage
L'ouvrage Equine Science (4e édition de 2012) le classe parmi les races de poneys peu connues au niveau international.